# Bracon paucus
Bracon paucus är en stekelart som beskrevs av Papp 1969. Bracon paucus ingår i släktet Bracon och familjen bracksteklar. Inga underarter finns listade.